# Rauschquinte
Con rauschquinte ci si riferisce a un particolare registro dell'organo.

## Struttura
Tipico della tradizione organaria tedesca, si tratta di un registro di mutazione composta formato da due o tre file di canne aperte in metallo, due delle quali intonate a intervallo di quinta: 2' e 2' 2/3, oppure 1' e 1' 1/3. Quando le file erano intonate a distanza di quarta, invece, il registro prendeva il nome di rauschquarte.
Alcune fonti identificano il rauschquinte con il rauschpfeife, ma molte altre lo distinguono. Il musicologo Peter Williams sostiene che i primi esempi di rauschquinte fossero misture di flauti a imitazione degli strumenti ad ancia.
Se intonato a distanza di quarta, il registro è anche conosciuto come Quartane o Quarte in Francia.